# ディアデニス・ルナ
ディアデニス・ルナ（Diadenis Luna Castellano 1975年9月11日- ）は、キューバのサンティアーゴ・デ・クーバ出身の柔道選手。階級は72kg級及び78kg級。身長171cm。

## 人物
1995年の世界選手権では決勝でベルギーのウラ・ウェルブルックを判定で破って優勝を飾った。しかし、1996年アトランタオリンピックでは3位にとどまった。1997年の世界選手権では決勝で日本の阿武教子に大内刈で有効を取られて2位に終わった。1999年の世界選手権では3位だった。2000年シドニーオリンピックでは5位に終わりメダルを獲得できなかった。

## 主な戦績
72kg級での戦績
- 1993年 - 世界選手権　7位
- 1994年 - フランス国際　優勝
- 1994年 - オーストリア国際　2位
- 1995年 - オーストリア国際　優勝
- 1995年 - ドイツ国際　2位
- 1995年 - パンアメリカン競技大会　優勝
- 1995年 - ユニバーシアード　2位
- 1995年 - 世界選手権　優勝
- 1996年 - オーストリア国際　3位
- 1996年 - アトランタオリンピック　3位
- 1997年 - ワールドカップ団体戦　優勝
- 1997年 - パンナム選手権　優勝
- 1997年 - 世界選手権　2位
- 1997年 - 福岡国際　2位

78kg級での戦績
- 1998年 - フランス国際　優勝
- 1998年 - オーストリア国際　3位
- 1998年 - ドイツ国際　優勝
- 1998年 - ワールドカップ団体戦　優勝
- 1998年 - パンナム選手権　優勝
- 1999年 - 福岡国際　2位
- 1999年 - パンアメリカン競技大会　優勝
- 1999年 - 世界選手権　3位
- 2000年 - シドニーオリンピック　5位